# Curt Corrinth

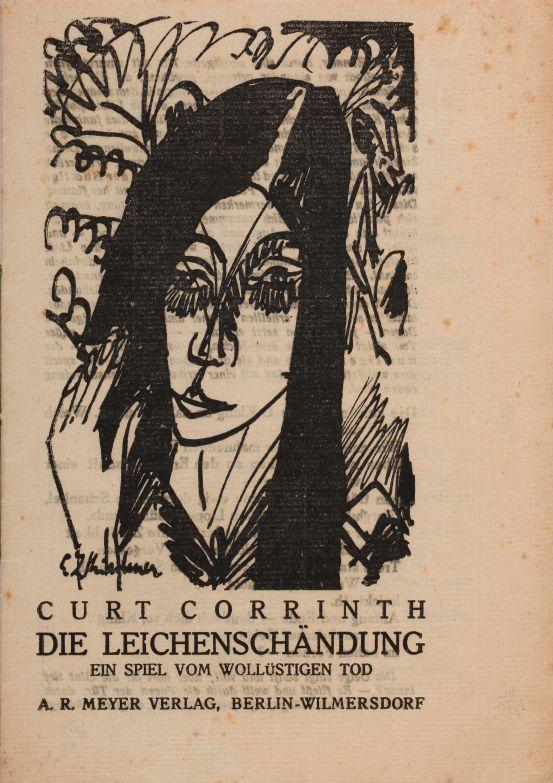
Curt Corrinth: Die Leichenschändung. Ein Spiel vom wollüstigen Tod. Mit einem Titelholzschnitt von Ernst Ludwig Kirchner. Berlin, Alfred Richard Meyer, 1913

Curt Corrinth (* 20. Februar 1894 in Lennep, heute Remscheid; † 27. August 1960 in Berlin) war ein deutscher Lyriker, Romancier, Dramatiker und Drehbuchautor.

## Leben
Curt Corrinth wurde als Sohn eines Prokuristen geboren. Er begann ein Studium der Rechte in Paris und Marburg sowie Literatur und Kunstgeschichte in Bonn, wurde aber 1915 zum Kriegsdienst eingezogen. Bis 1917 war er an der russischen und französischen Front eingesetzt. Die Eindrücke dort machten ihn zum entschiedenen Kriegsgegner. Noch während des Krieges veröffentlichte er zwei Lyrikbände.
Corrinth zog nach Kriegsende nach Berlin um, wo er als Mitarbeiter und später Chefredakteur expressionistischer Zeitschriften tätig war. In dieser Zeit schrieb er Dramen und wurde 1928 freischaffender Schriftsteller. Sein gegen den Antisemitismus gerichtetes Schauspiel Trojaner sorgte 1929 für Aufsehen, so dass die Nationalsozialisten 1933 seine Werke verboten. Ein Jahr lang nahmen ihn die Machthaber in Schutzhaft, ehe er 1934 wieder als Autor, Redakteur und Dramaturg tätig sein durfte.  Sein 1941 im Deutschen Verlag erschienener Kriminalroman Die unheimliche Wandlung des Alex Roscher wurde 1943 unter dem gleichen Titel nach einem Drehbuch von Ernst von Salomon von Paul May mit Annelies Reinhold, Rudolf Prack, Oskar Sima und Viktoria von Ballasko verfilmt.
1945 eröffnete der Bergische Bürger in Leichlingen eine Buchhandlung. 1955 siedelte er in die DDR über und verlebte den Rest seines Lebens im Osten von Berlin.

## Werke (Auswahl)
Dramen und Schauspiele:
Trojaner
Sektion Rahnstätten
Der König von Trinador
Die Leichenschändung
Das große Hochstaplerspiel
Drehbuch:
Zwischenfall in Benderath, nach seinem Schauspiel Trojaner (Drehbuch)
Romane:
Auferstehung
Potsdamer Platz oder die Nächte des neuen Messias – ekstatische Visionen. G. Müller, München 1919.  Wiederveröffentlichung der auf 500 Exemplare limitierten Vorzugsausgabe mit zehn Lithographien von Paul Klee von 1919, WALDE + GRAF Verlagsagentur, Berlin 2016, genehmigte Sonderausgabe für Frölich & Kaufmann Verlag, Berlin 2016, ISBN 978-3-9453-3012-8
Trieb – Ein Roman. G. Müller, München 1919.
Bordell, ein infernalischer Roman in 5 Sprüngen. Jatho Verlag, Berlin 1920.
Die Getreuen von Berneburg. 1957
Mo Marova
Die Sache mit Päker, Jugendbuch nach dem Schauspiel Trojaner, Berlin: Verlag Neues Leben, 1956
Die unheimliche Wandlung des Alex Roscher, Berlin: Deutscher Verlag, 1941